# Сухая Чемровка (село)
Сухая Чемровка — село в Целинном районе Алтайского края. Административный центр сельского поселения Сухо-Чемровский сельсовет.

## История
В 1928 году состояло из 306 хозяйств, основное население — русские. В административном отношении являлось центром Сухо-Чемровского сельсовета Бийского района Бийского округа Сибирского края.

## Население
| 1926 | 1997 | 1998 | 1999 | 2000 | 2001 |
| ---- | ---- | ---- | ---- | ---- | ---- |
| 1729 | ↘687 | ↗688 | ↘678 | ↘670 | ↗685 |
| 2002 | 2003 | 2004 | 2005 | 2006 | 2007 |
| ↘682 | ↗724 | ↘686 | ↘673 | ↗675 | ↗677 |
| 2008 | 2009 | 2010 | 2011 | 2012 | 2013 |
| ↘660 | ↘658 | ↘565 | →565 | ↗571 | ↗595 |

Национальный состав
Согласно результатам переписи 2002 года, в национальной структуре населения русские составляли 84 %.